# Distretto di Karacabey
Il distretto di Karacabey (in turco Karacabey ilçesi) è uno dei distretti della provincia di Bursa, in Turchia. L'antico nome del distretto era Mihaliç, dal greco bizantino Mixailítsion dove i Mixaili erano mercenari slavi ivi stabilitisi: esso denota ancora oggi un tipo di formaggio prodotto nella zona.